# Проспект Вернадского (станция метро, Сокольническая линия)
«Проспе́кт Верна́дского» — станция Сокольнической линии Московского метрополитена. Расположена между станциями «Университет» и «Юго-Западная». Находится на территории района Проспект Вернадского Западного административного округа Москвы. Связана пересадкой с одноимённой станцией на Большой кольцевой линии.

## История
Станция открыта 30 декабря 1963 года при продлении Кировско-Фрунзенской линии (сейчас — Сокольническая линия) на юго-запад от станции «Университет» в составе участка «Университет» — «Юго-Западная», после ввода в эксплуатацию которого в Московском метрополитене стало 68 станций.
Станция получила название по одноимённому проспекту, который назван в честь русского академика, минералога и геохимика Владимира Ивановича Вернадского (1863—1945).

## Вестибюли и пересадки
Станция имеет два выхода. Остеклённый наземный северный павильон в 2001 году встроен в торговый центр, слева от выхода из метро расположен парк 50-летия Октября, через который идёт пешеходная дорога к району Раменки и Мичуринскому проспекту. Южный наземный вестибюль соединён с подземными переходами под проспектом Вернадского (несколько выходов к кинотеатру «Звёздный» и крупной автобусной остановке).
Станция имеет переход в центре зала на одноимённую станцию Большой кольцевой линии с двумя лестничными пролётами, уходящими под платформу и далее переходящими в пешеходный тоннель. По перспективной схеме развития метрополитена 1965 года вдоль улицы Удальцова (чётная сторона) было запланировано строительство Большой кольцевой линии, поэтому ещё на этапе строительства станции под ней была сооружена монолитная заготовка перехода вниз на будущую станцию Большого кольца (аналогичная заготовка была использована на этапе строительства перехода между станциями «Каховская» и «Севастопольская»).
Для строительства этой пересадки с 17 июля по 8 августа 2021 года было закрыто движение поездов на участке «Спортивная» — «Тропарёво», позднее, с 26 июля 2021 года было восстановлено движение от «Спортивной» до «Университета» и от «Тропарёво» до «Юго-Западной». С 9 августа 2021 года было восстановлено движение между станциями «Университет» и «Юго-Западная» (без остановки на «Проспекте Вернадского»), полноценно станция заработала с 23 августа 2021 года. Открытие пересадки произошло 7 декабря 2021 года, одновременно с открытием новой станции метро. С обеих сторон новой станции находятся три эскалатора, выходящие в подземные вестибюли, совмещённые с подземными переходами.

## Станция в цифрах
- Код станции — 018.
- В марте 2002 года пассажиропоток составлял: по входу — 69,7 тысячи человек, по выходу — 71,2 тысячи человек в сутки[6].
- Время открытия станции для входа пассажиров в 5 часов 35 минут, время закрытия станции в 1 час ночи[7].
- Таблица времени прохождения первого поезда через станцию[8]:

| По чётным числам                 | Будние дни | Выходные дни |
| По нечётным числам               | Будние дни | Выходные дни |
| В сторону станции «Университет»  | 05:49:00   | 05:49:00     |
| В сторону станции «Университет»  | 05:44:00   | 05:44:00     |
| В сторону станции «Юго-Западная» | 06:00:00   | 06:03:00     |
| В сторону станции «Юго-Западная» | 05:58:00   | 05:58:00     |

## Техническая характеристика
Конструкция станции — колонная трёхпролётная мелкого заложения (глубина заложения — 8 метров). Сооружена по типовому проекту. Станция расположена под проспектом Вернадского.
На станции два ряда по 40 квадратных колонн. Шаг колонн — 4 м. Расстояние между осями рядов колонн — 5,9 м.

## Оформление
Колонны облицованы белым уральским мрамором с желтоватым отливом. Путевые стены отделаны глазурованной керамической плиткой: верх — жёлтого, белого и голубого цветов, низ — чёрного. Пол выложен серым и чёрным гранитом. Светильники скрыты в ребристом потолке.
В северном вестибюле установлен мраморный бюст В. И.  Вернадского работы скульптора З. М. Виленского.

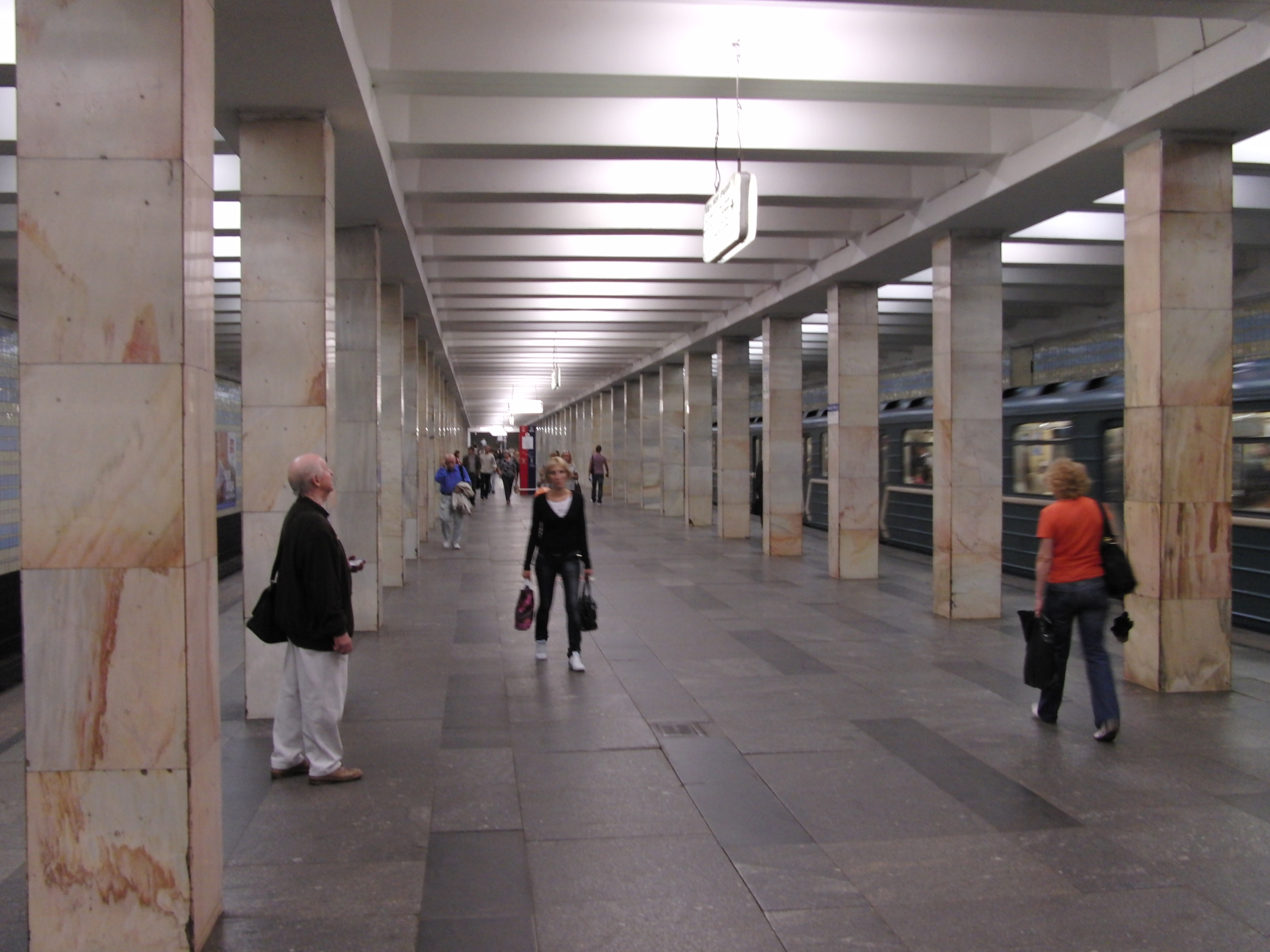
Зал станции
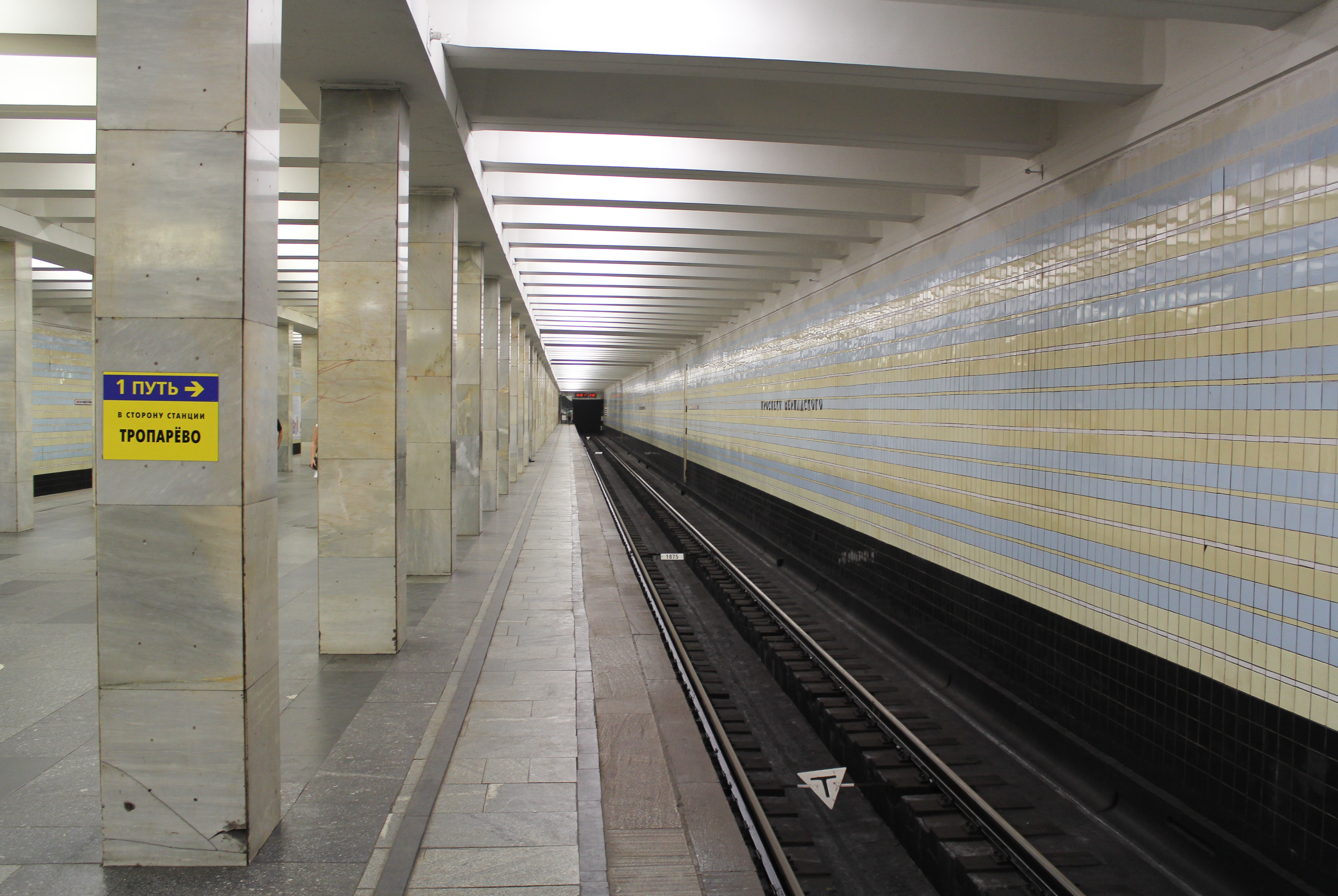
Посадочная платформа и путь
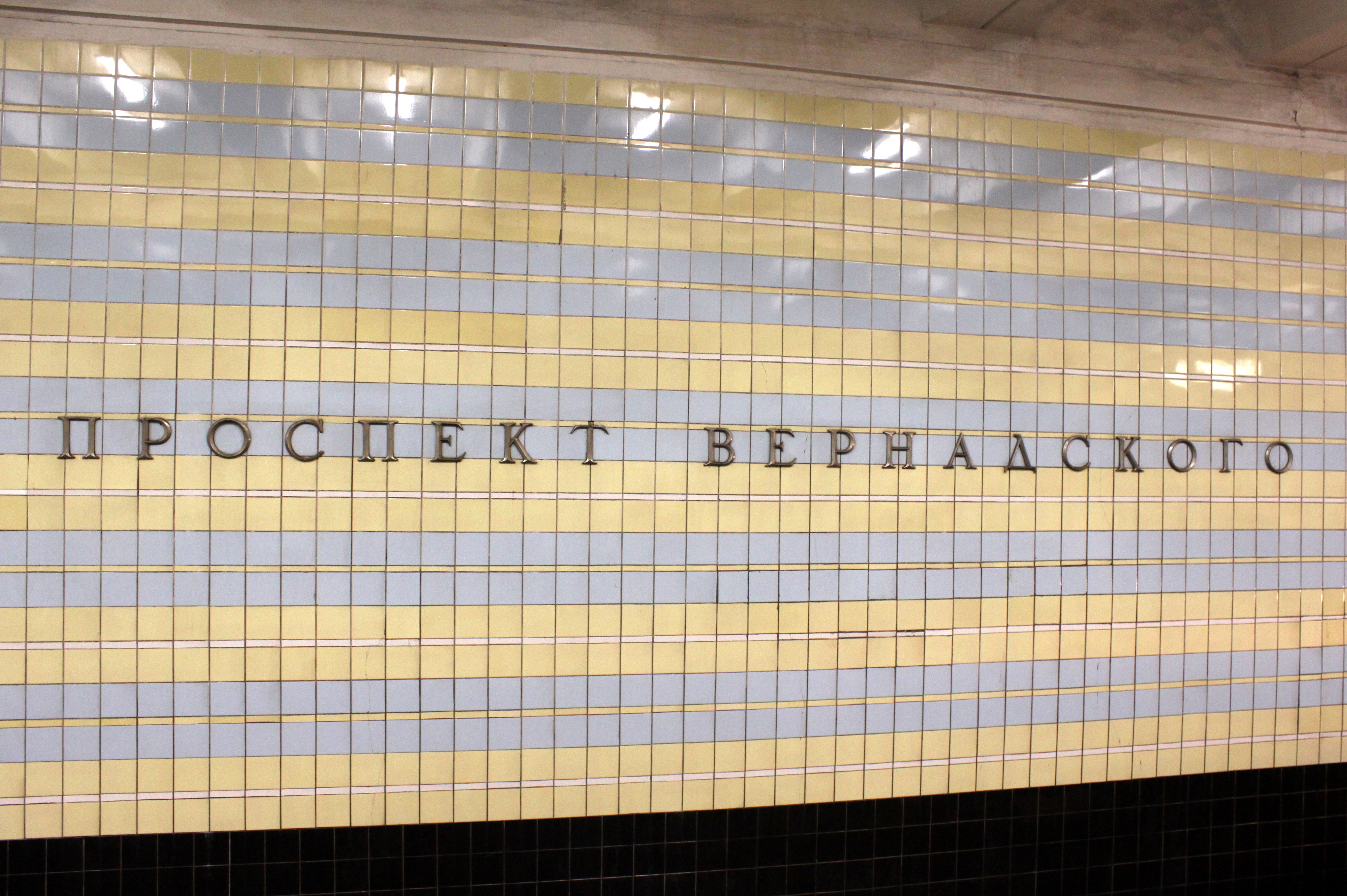
Название станции на путевой стене
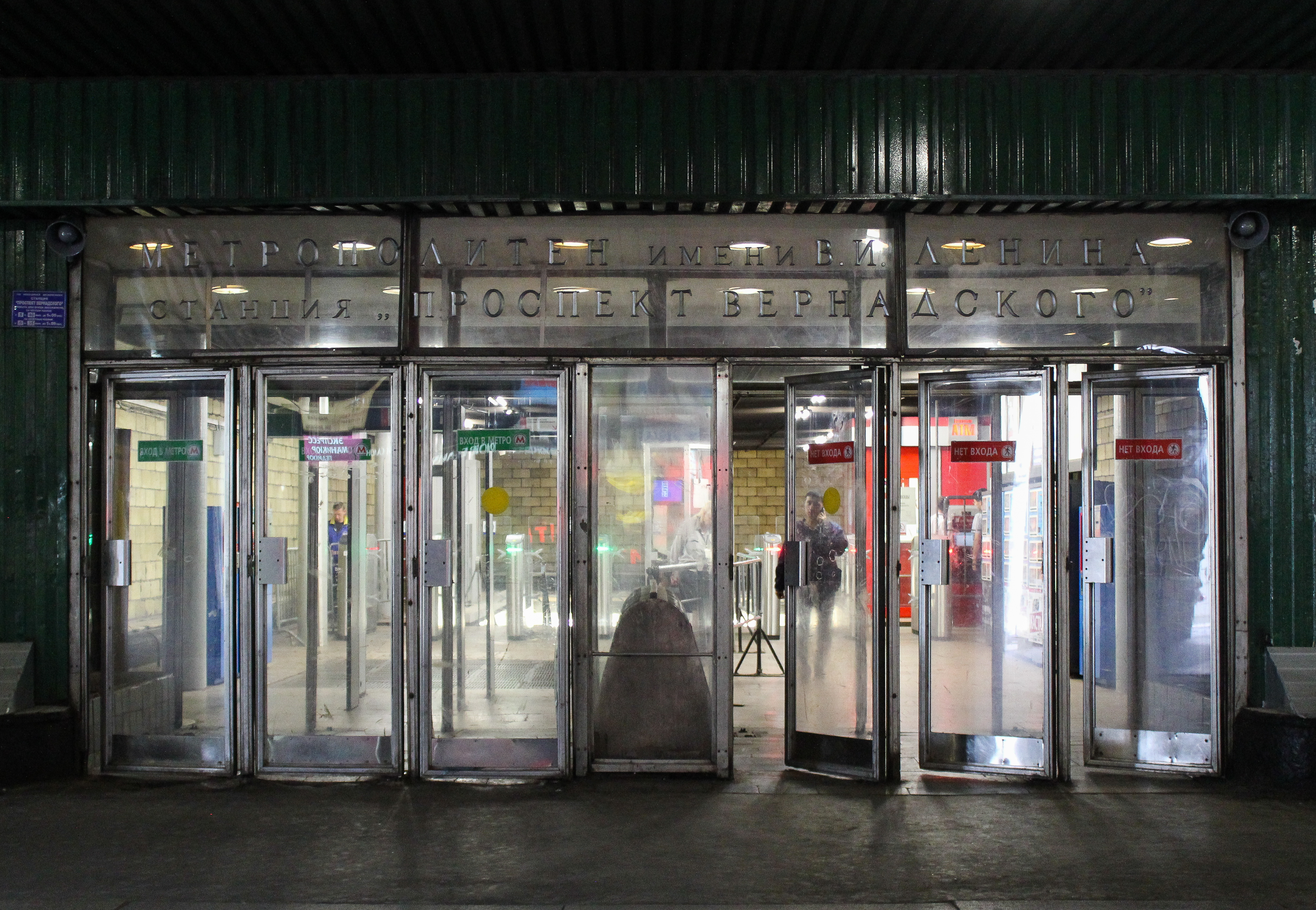
Вход в северный павильон
Бюст Владимира Ивановича Вернадского в северном вестибюле станции
- Переход со станции на одноимённую станцию Большой кольцевой линии

## Наземный общественный транспорт
На этой станции можно пересесть на следующие маршруты городского пассажирского транспорта:
- Автобусы: с17, 120, 150, 153, с163, 224, 266, 616, 661, 715, 793